# 維琪·黎安託
瓦西莉基·帕帕萨纳西乌（希臘語：Βασιλική Παπαθανασίου，1949年8月23日—) ，又名維琪·黎安託（Vicky Leandros），希腊歌手。父亲是歌手、音乐家兼作曲家莱安兹罗斯·帕帕萨纳西乌。1972年，她凭借歌曲《Après Toi》代表卢森堡赢得歐洲歌唱大賽，使其举世闻名。
2006年10月15日，泛希腊社会主义运动的維琪·黎安託当选为希腊港口城市比雷埃夫斯的市议员。其政治任务是推进比雷埃夫斯的文化事业和国际性发展。她亦是比雷埃夫斯的副市长。2008年6月，維琪·黎安託宣布退出希腊政坛，声称她低估了政治工作所需的时间，不能平衡政治事业和歌唱事业。